# Pedro Sainz Rodríguez
Pedro Sainz Rodríguez (Madrid, 14 de enero de 1897 - Íd., 14 de diciembre de 1986) fue un erudito, bibliógrafo, editor, académico y político español, diputado monárquico en las Cortes de la II República, ministro de Educación Nacional en el primer gobierno de Franco, conspirador monárquico, exiliado a Portugal y consejero político de Juan de Borbón.

## Formación universitaria
Hijo y nieto de médicos, nació en Madrid en la calle Barrionuevo (hoy Conde de Romanones)  7 y 9, el 14 de enero de 1897. Su abuelo procedía de un pueblo riojano y se estableció en Madrid para ejercer la medicina, profesión que continuaría su hijo Agustín Sainz Espinosa, que se casó con la santanderina Presentación Rodríguez Castillo. La familia gozaba de una posición social acomodada. Pedro Sainz Rodríguez fue el tercero de cuatro hermanos varones y una niña que nació sin vida.
Estudió  el bachillerato como alumno libre (tenía dos profesores particulares en casa, uno para ciencias y otro para letras) y se examinó en los institutos de San Isidro y Cardenal Cisneros de Madrid, destacando en Letras y llamando la atención por la precocidad de su erudición. Estudió Letras por vocación y Derecho por obligación, siguiendo los deseos de su padre, en la Universidad Central. En 1915 fundó (y dirigió de hecho) la revista universitaria Filosofía y Letras, muy influida por el ideario de Menéndez Pelayo, influjo que recibió a través de su lectura de la obra del polígrafo santanderino y del magisterio de Adolfo Bonilla y San Martín, de quien fue su discípulo más notable. Por esos años de la Gran Guerra, Sainz Rodríguez se mostró «más próximo por educación, amistades y por ideas» a la tendencia germanófila. Presidió la Asociación de Estudiantes de Filosofía y Letras y la Federación Nacional de Estudiantes y en calidad de tal asistió en representación de España al Congreso de Asociaciones de Estudiantes celebrado en Estrasburgo. Se doctoró en Filosofía y Letras por la Universidad Central, con premio extraordinario, con una tesis sobre el bibliófilo y erudito extremeño del siglo XIX Bartolomé José Gallardo.
En 1920, con apenas veintitrés años, ganó las oposiciones a la Cátedra de Lengua y Literatura Españolas de la Universidad de Oviedo, asombrando por su erudición (según narra en su autobiografía, desde los catorce años tenía la curiosa diversión de asistir en Madrid a oposiciones a cátedras de Universidad e Instituto para adquirir las habilidades necesarias para cuando se presentara la ocasión). En Oviedo inauguró el curso académico 1921-1922 con el discurso «La obra de Clarín»; llegó a ser decano de la facultad de Filosofía y Letras y allí conoció e hizo amistad con el futuro general Franco. 
En Madrid, se implicó asiduamente en las tareas del Ateneo, donde desempeñó el cargo de secretario de la Sección de Ciencias Históricas y de Bibliotecario; allí frecuentó al Conde de Romanones cuando éste lo presidía. En octubre de 1923 ganó por oposición la cátedra de Bibliología de la Universidad Central de Madrid.

## Actividad política e intelectual
Fue autor y primer firmante del manifiesto de los escritores castellanos en defensa de la lengua catalana, elevado al Directorio militar, en marzo de 1924. Esa circunstancia y, sobre todo, su discurso de apertura del curso académico 1924-1925 en torno a las ideas sobre la decadencia española, le granjearon súbita notoriedad y una aureola de opositor moderado a la dictadura de Primo de Rivera. No obstante, cuando el dictador congregó en 1927 la Asamblea Nacional Consultiva, con el fin de dar continuidad institucional al régimen, lo designó como uno de sus miembros. En 1929 acabó presentando su dimisión de la Asamblea: a sus discrepancias con la política educativa de la dictadura se sumó, como hecho decisivo, el cierre de la Universidad Central.
En 1926 obtuvo el Premio Nacional de Literatura —que compartió con Manuel Azaña, por sus estudios sobre Juan Valera— con su obra Introducción a la historia de la literatura mística en España, editada al año siguiente. En 1927 se hizo cargo de la dirección literaria de la poderosa Compañía Ibero-Americana de Publicaciones (CIAP), desde la que realizó una destacada labor editorial, hasta su quiebra. Entre otras iniciativas creó la «Biblioteca de Clásicos Olvidados». Y cuando la CIAP adquirió en 1929 La Gaceta Literaria, figuró como director de la revista junto a Ernesto Giménez Caballero. A finales de enero de 1930 su nombre apareció en la prensa como posible ministro de Instrucción Pública del gabinete que formó el general Berenguer al producirse la dimisión de Primo de Rivera, rumor que no llegó a hacerse efectivo.
Proclamada la II República, en las elecciones de junio de 1931 fue elegido diputado por la circunscripción de Santander, a través de una Agrupación Regional Independiente, de significación política derechista. Obtuvo 22.490 votos (de un censo de 84.082 electores, de los que ejercieron el voto 64.755). Se integró en la minoría agraria y se opuso al proyecto de Constitución republicana, con un discurso de crítica a la totalidad que pronunció el 8 de septiembre de 1931.
Fue un miembro destacado del grupo intelectual contrarrevolucionario Acción Española, desde su fundación por Ramiro de Maeztu y Eugenio Vegas Latapie a finales de 1931; aunque apenas colaboró en la revista homónima, desarrolló una actividad muy notable como orador y conferenciante.  Militó en el partido Renovación Española desde su fundación en febrero de 1933 (cuando un grupo de relevantes monárquicos alfonsinos, encabezados por Goicoechea, se desgajaron de Acción Popular) y fue nuevamente elegido diputado —también por Santander— en las elecciones de noviembre de 1933. Inspiró la creación del Bloque Nacional en 1934, cuando se produjo —tras la concesión de la amnistía— la vuelta del exilio de José Calvo Sotelo, y volvió a ser diputado monárquico en las elecciones de febrero de 1936, otra vez por la circunscripción santanderina.

## Guerra Civil
Conspirador impenitente, colaboró en la trama de la sublevación militar de 1936, actuando como enlace con el general José Sanjurjo. Según una investigación del historiador Ángel Viñas en 2013, quien localizó cuatro contratos en el archivo de la Fundación Universitaria Española, que custodia documentación personal de Sainz Rodríguez, quedaría demostrado que el 1 de julio de 1936 firmó dichos contratos con la compañía SIAI (Società Idrovolante Alta Italia) para allegar 40 aparatos modernos italianos, de bombardeo, cazas e hidroaviones, además de miles de bombas, gasolina etilada, ametralladoras y proyectiles, que serían utilizados en la sublevación. 
En agosto de 1937 fue nombrado Delegado Nacional de Educación y Cultura; y en octubre, miembro del primer Consejo Nacional de FET y de las JONS. Fueron los prolegómenos para formar parte del primer Gobierno de Franco en enero de 1938, donde desempeñó la cartera de Instrucción Pública, que pasó a denominarse Ministerio de Educación Nacional. Su mandato duró apenas catorce meses, hasta su cese en abril de 1939. Fijó como sede la ciudad de Vitoria y reorganizó el ministerio con los siguientes servicios: Enseñanza superior y media, Primera enseñanza, Enseñanza profesional y técnica, y Bellas Artes. Tuvo como subsecretario a Alfonso García Valdecasas. Auspició la conocida como «Edición nacional» de las Obras completas de Marcelino Menéndez Pelayo (1938), de quien fue un gran estudioso; en 1939 presentó un Proyecto de Ley de Reforma Universitaria. En ese puesto fundó la Orden de Alfonso X el Sabio y la Dirección General de Archivos y Bibliotecas e impulsó la creación de un Plan de Bachillerato de inspiración humanística que estuvo vigente durante largos años. Desde el Ministerio de Educación Nacional dirigió todo el proceso de purga y depuración del sistema de enseñanza republicano, depuración que abarcó todos los ámbitos de la docencia: universitaria, secundaria y primaria, un proceso que se alargó en el tiempo y que evita mencionar en sus memorias. A tal objeto publicó una Orden del Ministerio de Educación Nacional del 11 de marzo de 1938 en que se fijan las pautas de actuación de las comisiones de depuración y se establece el funcionamiento del aparato administrativo que tiene como objetivo controlar y centralizar todo el proceso para dotarlo de carácter más homogéneo; creó una Oficina Técnico-administrativa con carácter de Sección especialmente encargada de tramitar los expedientes, incidencias y recursos a que diera lugar la citada depuración del personal. Posteriormente por Orden ministerial del 19 de marzo de 1939 creó la Comisión Especial Dictaminadora; el proceso sólo se dio por concluido en 1944.
En sus memorias Testimonio y recuerdos (páginas 250-251) culpó a la República de la guerra civil por haberse empeñado en resistir al golpe de Estado de julio y no haberse dado inmediatamente por vencida. Según Sainz Rodríguez, el golpe de Estado podría haber quedado «limitado a eso nada más, sin necesidad de una guerra de tres años para liquidar el problema», si no hubiera sido por «la intransigencia de los republicanos que prefirieron lanzar a España a una contienda sangrienta, a sacrificar el régimen... La República prefirió lanzar a la nación a una guerra antes que darse por vencida».

## Conspirador monárquico
A pesar de la amistad que le unía a Franco desde su juventud, Sainz Rodríguez discrepó pronto de su política, cesó del cargo poco después de terminada la guerra civil y en junio de 1942 fijó su residencia en Lisboa. Cuando el pretendiente a la corona Juan de Borbón se instaló en Estoril fue uno de sus más cercanos consejeros. Miembro del Consejo Privado del Conde de Barcelona, no regresó a España hasta 1969, para ocupar una cátedra en la Universidad de Comillas. Dio como causa o pretexto en sus memorias el difícil traslado de su cuantiosa biblioteca, cuyo peso, según sus memorias, era de doce toneladas. Como había quedado por publicar el Epistolario en la "Edición Nacional" de las obras de Menéndez Pelayo, Sainz Rodríguez emprendió más de cuarenta años después, restaurada por fin la monarquía borbónica, y en su calidad de Patrono-Director de la Fundación Universitaria Española, la definitiva edición integral del epistolario, que fue encargada a Manuel Revuelta Sañudo, director de la Biblioteca de Menéndez Pelayo. Entre 1982 y 1990 se publicaron los 22 volúmenes que completan el Epistolario (todos por la Fundación Universitaria Española, de Madrid), y en 1991 apareció un volumen 23 con los índices, entre ellos de correspondientes y temático; se trata de 15.299 cartas a y de Menéndez Pelayo.

## Académico
Sainz fue miembro de la Real Academia Española y de la Real Academia de la Historia, y acumuló una biblioteca personal de más de cincuenta y cuatro mil volúmenes, que serían depositados en la Fundación Universitaria Española, con la totalidad de su archivo. 
Falleció a las 17:45 del 14 de diciembre de 1986 en su domicilio del número 58 de la madrileña avenida de América, a causa de un paro cardíaco.

## Obras
- Las polémicas sobre la cultura española. Madrid: Fortanet, 1919, 46 págs.
- Don Bartolomé José Gallardo y la crítica literaria de su tiempo. Nueva York-París: Revue Hispanique, 1921, 387 págs. Reedición facsímil, con un apéndice bibliográfico actualizado, Madrid: Fundación Universitaria Española, 1986, 401 págs.
- La obra de "Clarín". Discurso leído en la apertura del curso académico 1921-1922 en la Universidad Literaria de Oviedo. Madrid: Gráfica Ambos Mundos, 1921, 93 págs.
- La evolución de las ideas sobre la decadencia española. Discurso en la apertura del curso académico 1924-1925 en la Universidad Central. Madrid: Universidad Central de Madrid, 1924, 75 págs. Reedición, Madrid: Editorial Atlántida, 1925, 112 págs.
- La evolución de la política española y el deber social de los intelectuales. Madrid: Imprenta J. Tejada, 1924, 32 págs.
- El padre Burriel, paleógrafo. Madrid: Gráfica Universal, 1926, 32 págs.
- Introducción a la historia de la literatura mística en España. Premio Nacional de Literatura. Madrid: Editorial Voluntad, 1927, 310 págs. Reedición, Madrid: Espasa Calpe (Espasa Universitaria. Literatura, 18), 1984, 326 págs.
- Obras escogidas de Bartolomé José Gallardo. Edición y notas de Pedro Sainz Rodríguez. Madrid: Compañía Ibero-Americana de Publicaciones ("Los Clásicos Olvidados"), 1928, 2 vols.
- Epistolario de Valera y Menéndez Pelayo (1877-1905). Introducción y notas de Miguel Artigas Ferrando y Pedro Sáinz Rodríguez. Madrid-Buenos Aires: Compañía Ibero-Americana de Publicaciones, 1930, 253 págs. Reedición muy ampliada, Madrid: Espasa Calpe, 1946, 607 págs.
- La Tradición nacional y el Estado futuro. Madrid: Cultura Española, 1935, 51 págs.
- Menéndez Pelayo y la educación nacional. Santander: Aldus, 1938, 133 págs.
- Menéndez Pelayo, historiador y crítico literario. Madrid: Afrodisio Aguado, 1956, 129 págs.
- Espiritualidad española. Madrid: Rialp (Biblioteca de Pensamiento Actual, 107), 1961, 348 págs.
- Evolución de las ideas sobre la decadencia española y otros estudios de crítica literaria. Madrid: Rialp (Biblioteca de Pensamiento Actual, 114), 1962, 578 págs.
- Menéndez Pelayo, ese desconocido. Madrid: Fundación Universitaria Española (Conferencias, 7), 1975, 30 págs.
- Biblioteca bibliográfica hispánica. Dirigida por Pedro Sainz Rodríguez. Madrid: Fundación Universitaria Española, Seminario Menéndez Pelayo, 1975-1987, 6 vols.
- Testimonio y recuerdos. Barcelona: Planeta (Espejo de España, 41), 1978, 420 págs.
- La conciencia nacional de Lepanto a la Invencible. Madrid, Fundación Universitaria Española (Conferencias, 2), 1979.
- La siembra mística del Cardenal Cisneros y las reformas en la Iglesia. Discurso leído el 10 de junio de 1979, en su recepción pública; y contestación de D. Vicente Enrique y Tarancón. Madrid: Real Academia Española, 1979, 186 págs. Nueva ed. Madrid: Universidad Pontificia de Salamanca - Fundación Universitaria Española, 1979, 147 págs.
- Antología de la literatura espiritual española. Selección de Pedro Sainz Rodríguez. Madrid: Fundación Universitaria Española, 1980-1985, 4 vols.
- Un reinado en la sombra. Barcelona: Planeta (Espejo de España, 71), 1981, 431 págs.
- Estudios sobre Menéndez Pelayo. Introducción de José Luis Varela. Madrid: Espasa-Calpe (Austral, 1647), 1984, 182 págs.
- De la retórica a la historia. Discurso leído el 3 de noviembre de 1985 en la Real Academia de la Historia con motivo de su recepción pública. Madrid: Fundación Universitaria Española (Monografías, 41), 1985, 94 págs.
- Visión de España. Páginas selectas. Madrid: Fundación Cánovas del Castillo, 1986, 316 págs. [Con una "Carta dedicatoria" de Emilio García Gómez, págs. 13-18].
- Semblanzas. Prólogo de José María de Areilza; epílogo de Luis María Ansón. Barcelona: Planeta (Espejo de España, 135), 1988, 216 págs. + 64 de facsímiles.
- Historia de la crítica literaria en España. Prólogo de Fernando Lázaro Carreter. Madrid: Taurus (Humanidades, 301), 1989, 367 págs.
- Epistolario de Don Pedro Sainz Rodríguez. Edición de Julio Escribano Hernández y Jerónimo Herrera Navarro. Madrid: Fundación Universitaria Española, 2007-2015, 8 vols.

| Predecesor: José María Pemán        | Ministro de Educación Nacional 1938 - 1939               | Sucesor: José Ibáñez Martín           |
| Predecesor: Julián Zarco Cuevas     | Real Academia de la Historia Medalla 13 1940 - 1986      | Sucesor: José María Blázquez Martínez |
| Predecesor: Amalio Gimeno y Cabañas | Académico de la Real Academia Española Silla c 1979-1986 | Sucesor: Manuel Fernández-Galiano     |